# St. Heinrich und Kunigunde (Göttingen)
St. Heinrich und Kunigunde ist die römisch-katholische Kirche in Grone, einem Stadtteil der Kreisstadt Göttingen in Niedersachsen. Die nach den heiligen Kaiser Heinrich II. und seiner Ehefrau, der Kaiserin und Heiligen Kunigunde von Luxemburg benannte Kirche hat die Adresse St.-Heinrich-Straße 5 und gehört zur Göttinger Pfarrei St. Godehard, im Dekanat Göttingen des Bistums Hildesheim.

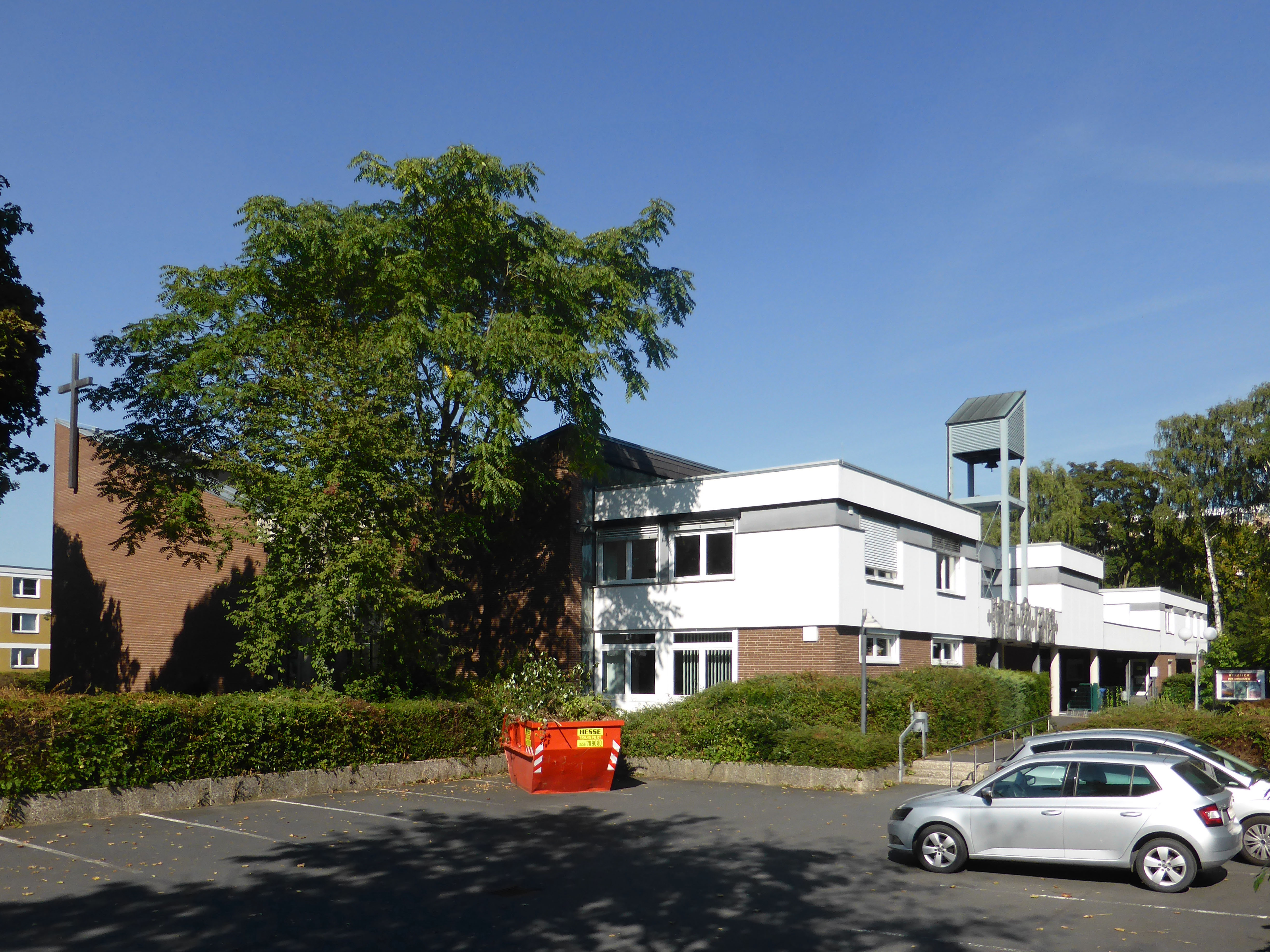
St. Heinrich und Kunigunde, Kirche (links) und Pfarrheim

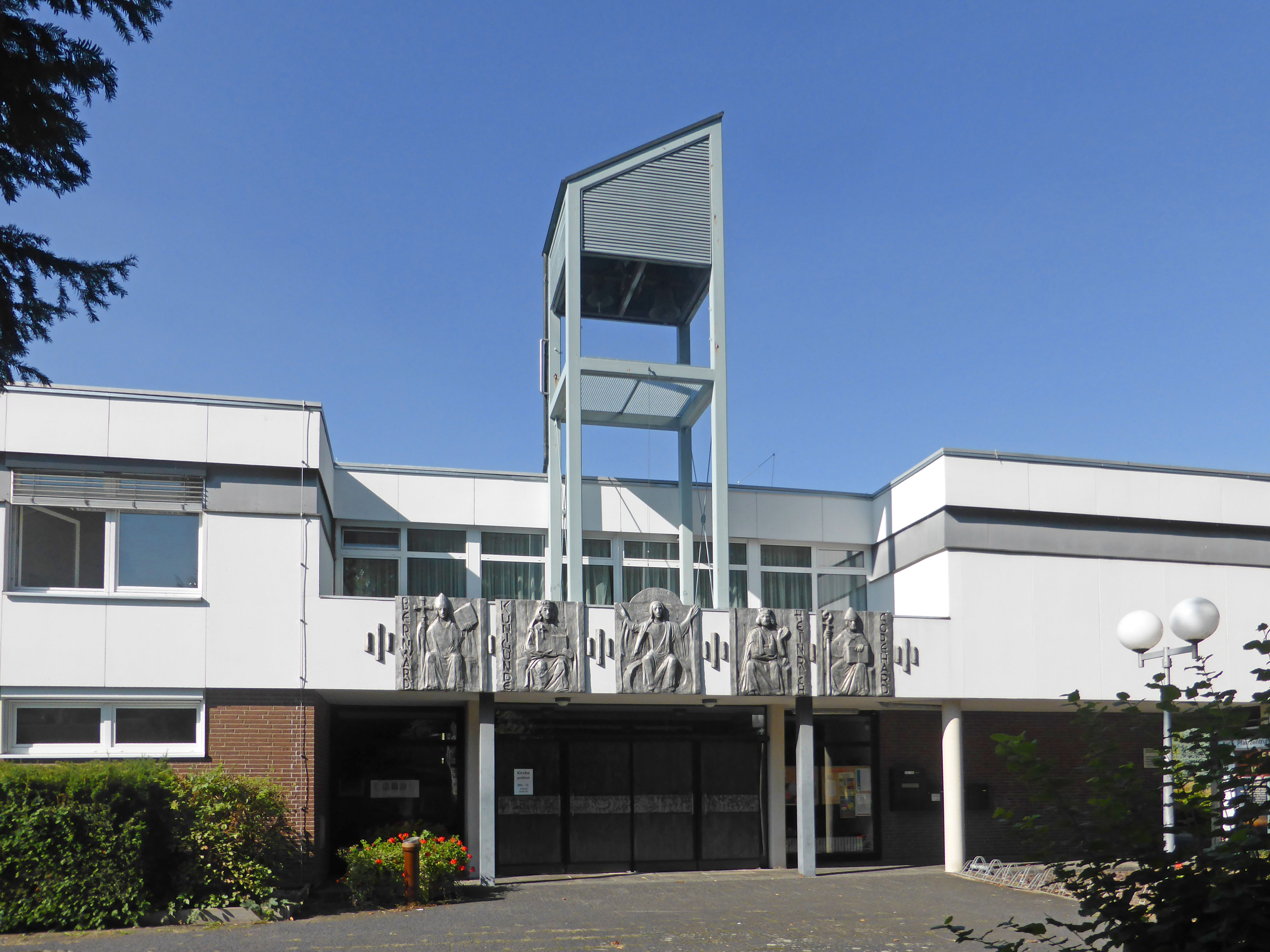
Eingangsbereich

## Geschichte
Im durch die Reformation im 16. Jahrhundert protestantisch geprägten Grone vergrößerte sich die Zahl der Katholiken im 20. Jahrhundert, so dass am Greitweg die St.-Godehard-Kapelle errichtet wurde. Sie trug das Patrozinium des heiligen Godehard von Hildesheim, weil Godehard im Jahr 1022 in der nahegelegenen Pfalz Grona durch Kaiser Heinrich II. zum Bischof von Hildesheim berufen wurde.
Am 17. Oktober 1971 wurde der Grundstein der Kirche St. Heinrich und Kunigunde gelegt, der jüngsten der sechs römisch-katholischen Kirchen in Göttingen. Das Patrozinium Heinrich und Kunigunde wurde gewählt, weil Kaiser Heinrich II. in der nahegelegenen Pfalz Grona verstarb.
Am 2. Dezember 1972 erfolgte die Kirchweihe ungewöhnlicherweise durch zwei Bischöfe – den Hildesheimer Bischof Heinrich Maria Janssen und den Bamberger Erzbischof Josef Schneider als Hinweis auf den Beisetzungsort des Kaiserpaars im Bamberger Dom.
1998 wurde eine Seelsorgeeinheit errichtet, welche die Göttinger Pfarreien St. Godehard und St. Heinrich und Kunigunde sowie die Kirchengemeinden St. Hedwig und Adelheid in Adelebsen und St. Marien in Dransfeld umfasste. Zum 1. September 2008 fusionierte die Seelsorgeeinheit zur heutigen „Katholischen Pfarrgemeinde St. Godehard, Göttingen“.

## Architektur und Ausstattung

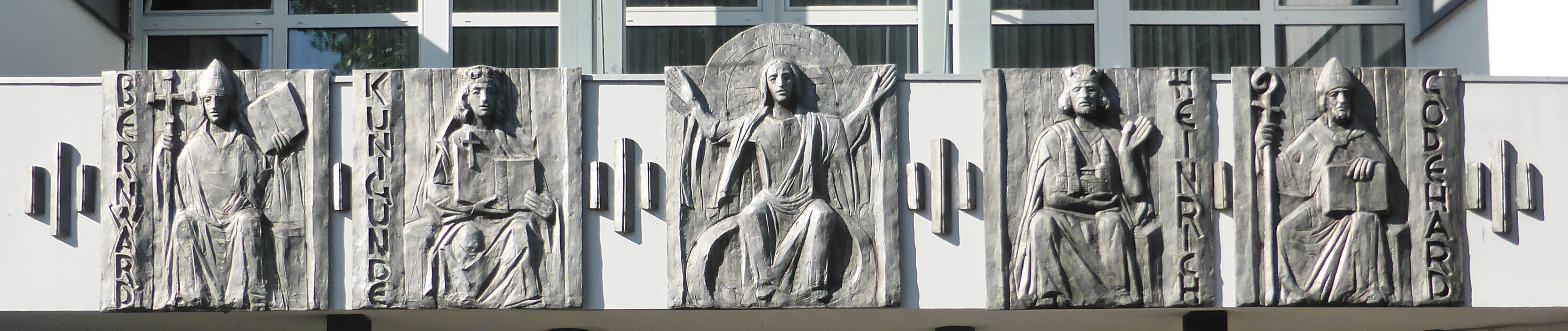
Fünf Reliefs über dem Eingang zum Kirchenzentrum (von links nach rechts): Heiliger Bischof Bernward, Heilige Kaiserin Kunigunde, Jesus Christus, Heiliger Kaiser Heinrich, Heiliger Bischof Godehard

Die Kirche entstand nach Plänen der Architekten Daaman und Rechenbach aus Kassel. Die Kirche und das Pfarrheim sind unter einem Dach vereint. Über dem Eingangsportal befindet sich ein Turm mit zwei Glocken, darunter eine Darstellung Jesu Christi. Links und rechts davon sind die heiligen Bernward von Hildesheim, Kaiserin Kunigunde von Luxemburg, Kaiser Heinrich II. und Godehard von Hildesheim dargestellt.
Im Kircheninneren können vor einer Marienstatue Opferkerzen aufgestellt werden. Eine weitere Statue stellt den heiligen Antonius von Padua dar.